# ارگونش
ارگونش ( ترکی آذربایجانی: Ərgünəş) یک منطقهٔ مسکونی در جمهوری آرتساخ است که در استان کاشاتاق واقع شده‌است.